# Wachtang VI
Wachtang VI (ur. 15 września 1675, zm. 26 marca 1737 w Astrachaniu) – król Kartlii w latach 1711-1715 i ponownie od 1719 do 1724.

## Pochodzenie i dojście do władzy
Był bratankiem króla Kartlii Jerzego XI. W 1703, gdy Jerzy XI na wezwanie władcy Persji (którego był lennikiem) udał się do Afganistanu jako dowódca perskiej armii, Wachtang pełnił jego obowiązki na terenie kraju. Chociaż nie został koronowany na króla, posiadał pełną władzę królewską. Doprowadził do wzmocnienia pozycji króla w państwie, stworzył dodatkowe siły zbrojne, których zadaniem było tłumienie wystąpień feudałów dążących do osłabienia władzy królewskiej. W swojej działalności Wachtang był wspierany przez Gruziński Kościół Prawosławny, na którego czele jako katolikos-patriarcha stał od 1705 jego brat Domecjan IV. Wachtang potrafił także wykorzystywać konflikty między feudałami i fakt, że część walczyła w posiłkowych oddziałach gruzińskich w armii perskiej.
Istotne znaczenie miała jego działalność prawodawcza. W latach 1706–1709, przy współpracy przedstawicieli najwyższych świeckich urzędników i hierarchów cerkiewnych, dokonał zestawienia regulacji prawnych obowiązujących na ziemiach gruzińskich. Doprowadził do częściowego zakończenia prawnego chaosu, jaki panował w Kartlii, likwidując obowiązujące w różnych regionach, wykluczające się wzajemnie prawa zwyczajowe. Udział świeckich możnowładców prawdopodobnie był przyczyną wprowadzenia do wydanego przez Wachtanga zbioru praw przepisów wzmacniających władzę feudałów nad chłopstwem.
W 1709 zorganizował w Tbilisi drukarnię, która w ciągu trzech kolejnych lat opublikowała jedenaście ksiąg religijnych i dwa podręczniki, zaś w 1712 - poemat Szoty Rustawelego Rycerz w tygrysiej skórze.

## Władza królewska
W 1712 szach perski Sultan Husajn postanowił mianować Wachtanga królem Kartlii, nakazał mu jednak przybycie do Isfahanu i konwersję na islam. Początkowo Wachtang odmawiał, przez co został uwięziony i spędził cztery lata w więzieniu. W 1716, pragnąc odzyskać wolność, zgodził się na zmianę religii, po czym został koronowany na króla Kartlii. Po powrocie do kraju w 1719 natychmiast wrócił do prawosławia. W kolejnych latach prowadzenie samodzielnej polityki wewnętrznej i zewnętrznej umożliwił Wachtangowi kryzys wewnętrzny w Persji. Klęski Persów w walkach z Afganami uniemożliwiły im wtrącanie się w sprawy Gruzji. Wachtang VI okazał się doskonałym organizatorem i energicznym władcą, dążącym do modernizacji państwa. Działał na rzecz odbudowy kraju, zapewnienie w nim wewnętrznego bezpieczeństwa, likwidację szerzącego się na prowincji bandytyzmu, inicjował roboty publiczne, w tym odbudowy całych wsi, kanałów nawadniających. Popierał rozwój miast, nadając kupcom i rzemieślnikom przywileje, gdy ci postanawiali osiedlić się w ośrodkach miejskich Kartlii. Był wielkim mecenasem kultury. Był fundatorem szeregu budynków użyteczności publicznej oraz nowych cerkwi. Polecił także zebrać powstałe w minionych stuleciach gruzińskie kroniki i skompilować na ich podstawie jedno dzieło opisujące dzieje Gruzji. Jego autorem był nieślubny syn Wachtanga VI, historyk i kartograf Wachuszti Bagrationi (ვახუშტი ბატონიშვილი).
Odrębne wysiłki króla dotyczyły umocnienia sytuacji międzynarodowej Królestwa Kartlii. Bezskutecznie ubiegał się o pomoc Francji, Austrii lub Państwa Kościelnego w razie nowego konfliktu z Persją i Turcją. W 1722, wobec fiaska misji Sulchana Saby Orbelianiego w Europie Zachodniej, by uniezależnić się od obydwu wymienionych państw, Wachtang VI skorzystał z możliwości uzyskania pomocy rosyjskiej. Wykorzystując słabość Persji, car Rosji Piotr I wkroczył w 1722 do Derbentu, podczas gdy wojska Wachtanga, wspierane przez siły ormiańskie, wkroczył do Azerbejdżanu północno-zachodniego. Rosyjska akcja militarna nie przyniosła jednak spodziewanych rezultatów z powodu złej pogody (burza morska uszkodziła rosyjską flotę), zarazy wśród żołnierzy i braków aprowizacyjnych.

## Wygnanie
Po wycofaniu się Rosjan Persja postanowiła ostatecznie usunąć zbyt samodzielnego Wachtanga VI z tronu Kartlii. Na jego miejsce szach postanowił osadzić na tronie Konstantego I, króla Kachetii, muzułmanina. Dzięki pomocy perskiej zdołał on w 1723 zająć Tbilisi. W tym samym roku, wykorzystując sytuację, do Kartlii wkroczyła także armia turecka. We wrześniu 1723 Rosja podpisała traktat pokojowy z Persją, zaś w czerwcu 1724 także z Turcją. W układzie tym Rosja zgodziła się, by Gruzja wschodnia (Kartlia i Kachetia) pozostała strefą wpływów tureckich.
Wachtang VI, razem z rodziną i dworem, emigrował do Rosji. Zamierzał udać się do Petersburga i przekonać cara do ponownego wypowiedzenia wojny Turcji. Zanim jednak to nastąpiło, Piotr I zmarł. Król Kartlii pozostał w Astrachaniu do śmierci w 1737. Został pochowany w miejscowym soborze Zaśnięcia Matki Bożej. Wysiłki władcy na rzecz odbudowy gospodarki Kartlii zostały całkowicie zniweczone, gdy rządzone przez niego niegdyś ziemie znalazły się w 1723 na dwanaście lat pod turecką okupacją.
Wachtang VI był zdolnym poetą. Pisał elegie, erotyki, wiersze o wydźwięku dydaktycznym. Dzięki biegłej znajomości języka perskiego mógł przekładać na język gruziński klasyczne teksty literatury perskiej.